# Zuidersingel 67 (Assen)
Het woonhuis aan de Zuidersingel 67 in de Nederlandse stad Assen is een monument.

## Beschrijving
Het huis werd omstreeks 1850 gebouwd in 1920 verbouwd. Het is van het Asser type, een benaming die in de stad wordt gegeven aan verdiepingsloze woonhuizen met een verhoogde middenpartij. In andere regio's wordt dit type ook wel middenganghuis genoemd. 
Het gepleisterde pand heeft een met pannen gedekt schilddak. De symmetrische voorgevel is vijf traveeën breed, met een centrale entree en een verhoogde middenpartij met kleine dakkapel.

## Waardering
Het pand is een gemeentelijk monument.